# Alles Isy

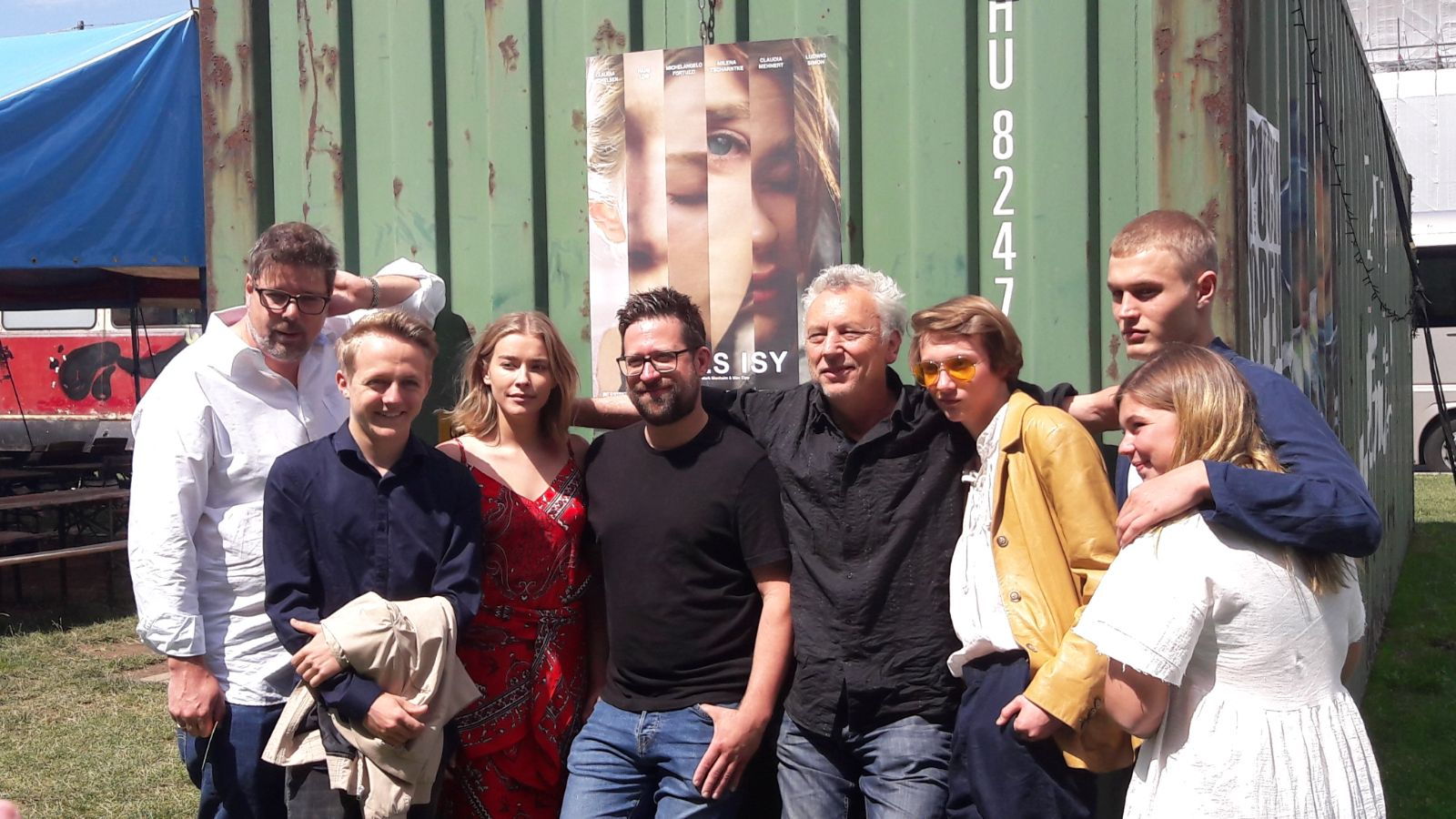
Das Team von Alles Isy beim Filmfest München 2018: Florian Deyle (Produzent), Jakob Schmidt (Martin), Milena Tscharntke (Isy), Mark Monheim und Max Eipp (Buch & Regie) Michelangelo Fortuzzi (Jonas), Ludwig Simon (Lenny) und Runa Greiner (Nora).

Alles Isy (Alternativtitel: Lange Schatten) ist ein deutsches Familiendrama des Autoren- und Regie-Duos Mark Monheim und Max Eipp.

## Handlung
Auf einer ausufernden Party erfährt der 16-jährige Jonas, dass seine beste Freundin Isy, in die er verliebt ist, seit einigen Tagen mit einem älteren Jungen flirtet. Jonas reagiert zutiefst verletzt und betrinkt sich aus Frust mit seinen Freunden, dem großspurigen Lenny und dem schüchternen Martin. Doch auch Isy erlebt an diesem Abend eine schmerzhafte Demütigung, als sie ihren Schwarm knutschend mit einer anderen beobachtet. Ihre Freundin Nora tröstet die in Tränen aufgelöste Isy und bietet ihr Drogen an. Später treffen die beiden Mädchen in einem Schlafzimmer auf Lenny, Jonas und Martin, die ebenfalls Drogen konsumiert haben. Nachdem es zu einem Streit zwischen den beiden Mädchen kommt, verlässt Nora das Zimmer. Kurz darauf verliert Isy im Drogenrausch das Bewusstsein. Lenny beginnt sie zu entkleiden, zunächst unter dem Vorwand, ihr helfen zu wollen. Dann aber nutzt er Isys Wehrlosigkeit aus und vergeht sich an ihr. Als Jonas, selbst unter starkem Drogen- und Alkoholeinfluss, Lenny stoppen will, hält Martin ihn zurück. So vergewaltigen Lenny und Martin nacheinander das bewusstlose Mädchen und drängen danach Jonas, es ihnen gleichzutun. Nora beobachtet diesen Teil des Geschehens durch den Türspalt, greift aber nicht ein.
Da Isy keine Erinnerung an die Vergewaltigung hat, scheint die Tat zunächst ohne Folgen zu bleiben. Isy ahnt zwar, das auf der Party etwas Schlimmes passiert ist, doch auch ihre Freundin Nora erzählt ihr nichts von ihrem Wissen. Das Verhältnis zwischen Isy und ihrer Mutter Bea ist belastet, weil Isy sie belogen hat, um zu der Party gehen zu können, so dass sich kein Moment ergibt, in dem sich Isy mit ihren Sorgen ihrer Mutter anvertrauen könnte. Isy erlebt unerklärliche Gefühlsausbrüche und fühlt sich krank, kehrt aber nach einem Fehltag wieder in die Schule zurück.
Jonas wird zunehmend von Schuldgefühlen geplagt, weiß aber nicht, an wen er sich wenden soll. Sein Freund Martin distanziert sich von der Tat, indem er sich Jonas gegenüber als homosexuell offenbart. Er habe nur aus Angst vor einem unfreiwilligen Outing mitgemacht. Außerdem wird Jonas von Lenny massiv unter Druck gesetzt, die Sache schnell zu vergessen. Wenn Isy sich nicht erinnern könne, sei auch nie etwas geschehen. Und wenn doch, würde ihr ohnehin niemand glauben.
Nach einem Zusammenbruch im Sportunterricht sucht Isy auf Drängen ihrer Mutter wegen akuter Unterleibschmerzen ihre Frauenärztin auf und erfährt schockiert, dass sie in den letzten Tagen eindeutig heftigen Geschlechtsverkehr gehabt hat. Sie vertraut ihrer Mutter an, dass auf der Party etwas geschehen sein muss, kann jedoch wegen ihrer Erinnerungslücke niemanden konkret belasten. Isy will auf keinen Fall, dass die Polizei eingeschaltet wird. Sie befürchtet, dem Geschlechtsverkehr unter Drogeneinfluss möglicherweise selbst zugestimmt zu haben und hat Angst in der Schule als „Schlampe“ zu gelten. Gemeinsam mit ihrer Mutter sucht sie eine Beratungsstelle für Opfer sexueller Gewalt auf und erfährt so von der Möglichkeit einer rechtsmedizinischen Untersuchung ohne Anzeige erstatten zu müssen. Isy und ihre Mutter gehen daraufhin in die Gewaltzschutzambulanz. Ob bei der Untersuchung verwertbare Spuren sichergestellt werden können bleibt offen.
Ohne zu ahnen, dass Jonas einer der Täter ist, sucht Isys Mutter Rat bei dessen Vater Richard, der Staatsanwalt ist. Er rät Bea unbedingt Anzeige zu erstatten, um den Vergewaltiger nicht davon kommen zu lassen. Währenddessen vertraut sich Jonas, der die Tat zutiefst bereut, seiner Mutter Carola an – ohne ihr zu gestehen, dass es sich bei dem Opfer um Isy handelt. Erst als sich Richard und Carola am Abend zuhause begegnen, wird ihnen die ganze Dimension klar. In dem Wissen, dass sein eigener Sohn einer der Vergewaltiger ist, ändert Richard seine Haltung radikal. Aus Sorge um den Ruf der Familie, seine Karrierechancen und die Zukunft seines Sohnes schwört er Jonas und dessen Freunde auf eine übereinstimmende Falschaussage ein. Außerdem rät er Bea „als Freund“ von einer Anzeige ab, da die Erfolgsaussichten außerordentlich schlecht seien und ein Verfahren langwierig und demütigend. Carola, die eng mit Bea befreundet ist und eine gemeinsame Firma mit ihr gründen will, ist angewidert von dem Verhalten ihres Mannes, schafft es aber nicht selbst aktiv zu werden und mit Bea zu reden.
Jonas, der gehofft hatte, dass seine Mutter ihm hilft, sich richtig zu verhalten, fühlt sich von ihr verraten. Kurz darauf erfährt er von Nora, die in Jonas verliebt ist, dass sie die Vergewaltigung beobachtet hat. Sie verspricht ihm niemandem davon zu erzählen. Jonas jedoch wirft Nora vor, die Tat nicht verhindert zu haben, was Nora als Schuldzuweisung auffasst.
Auf einem Elternabend, der einberufen wird, um die Sachbeschädigungen auf der Party zu thematisieren, macht Bea öffentlich, dass ihre Tochter in jener Nacht vergewaltigt wurde. Richard manipuliert geschickt die Stimmung unter den Eltern, indem er Beas Aussage als Spekulation darstellt.
Jonas, der es nicht länger aushält zu schweigen und Isy zu belügen, beschließt sich bei der Polizei selbst anzuzeigen, wird jedoch von seiner Mutter zurückgehalten, die Angst vor den Konsequenzen hat und befürchtet, dass die anderen Beteiligten die Schuld auf Jonas abwälzen. Wozu Jonas’ Mitschüler Lenny fähig ist, hat sie selbst erlebt, als der vor einigen Tagen auch ihr gegenüber übergriffig geworden ist und später versucht hat, Richard damit unter Druck zu setzen.
Schließlich geht Jonas zu Isy, die gerade dabei ist, ihre Sachen zu packen, da sie wegen der ständigen Konflikte mit ihrer Mutter zu ihrem Vater ziehen will. Isy, die nicht weiß, dass Jonas an der Vergewaltigung beteiligt war, fühlt sich von ihm verstanden, weiß aber, dass er bald für ein Jahr in die USA gehen wird. Als sie ihn fragt, ob er mit ihr schlafen möchte, hält er die Situation nicht mehr aus und erzählt ihr, was in der Partynacht geschehen ist. Isy ist zutiefst erschüttert.
Die zahlreichen Konflikte werden im Film nicht gelöst, auch zu einer Anzeige kommt es nicht. Die zwischenmenschlichen Beziehungen zerbrechen jedoch unter der Last des Geschehenen. Jonas fliegt für sein Auslandsjahr nach Amerika; seine Mutter deutet gegenüber Richard an, dass sie ihn nicht zurückerwartet. Isy zieht zu ihrem Vater. Auch Jonas’ Mutter verlässt mit gepackten Koffern das Haus. Richard bleibt allein zurück.

## Produktion
Produziert wurde Alles Isy von Florian Deyle (Drife Filmproduktion) im Auftrag des rbb (Redaktion: Cooky Ziesche, Verena Veihl). Eva Kemme und Tobias Siebert (Basis Berlin Filmproduktion) fungierten als ausführende Produzenten. Das Drehbuch für den Film, der ursprünglich als Kinofilm geplant war, wurde vom FilmFernsehFonds Bayern gefördert. Die Dreharbeiten fanden im Sommer 2017 in Berlin statt.
Die Welturaufführung fand im Juli 2018 auf dem Filmfest München in der Reihe Neues Deutsches Fernsehen statt.

## Hintergrund
Die beiden Filmemacher wurden während der Drehbuchentwicklung von Mitarbeiterinnen des Vereins Wildwasser (Arbeitsgemeinschaft gegen sexuellen Missbrauch an Mädchen) und von LARA (Fachstelle gegen sexualisierte Gewalt an Frauen) beraten. Ihnen ging es nach eigener Aussage darum ein realistischeres Bild sexualisierter Gewalt zu zeigen, da die Mehrzahl der Täter aus dem engeren sozialen Umfeld, aus dem Freundes- und Bekanntenkreis oder der eigenen Familie stammt, und sich daraus ganz andere Konflikte und Drucksituationen ergeben, als bei einem Übergriff durch einen Wildfremden: „Alles Isy ist der Versuch, den Blick wieder auf den Lebensbereich zu lenken, in dem der Großteil sexueller Übergriffe stattfindet: im nächsten Umfeld, unter vertrauten Menschen. Indem wir die Mechanismen des Schweigens, des Vertuschens, der Scham und der Ohnmacht schildern, wollen wir ergründen, wie es dazu kommt, dass über 90 Prozent der sexuellen Übergriffe nicht angezeigt werden.“
Darüber hinaus wollten sie insbesondere die männlichen Zuschauer mit einem Vergewaltiger konfrontieren, von dem man sich nicht so leicht distanzieren kann: „Unser Ziel war es, die Zuschauer aus der sicheren Distanz des Fernsehsessels herauszuholen, sie emotional stark zu involvieren – deshalb haben wir einen Protagonisten gewählt, der sympathisch ist, der ein Gewissen hat, der sich Vorwürfe macht – der aber trotzdem ein Vergewaltiger ist! Dieses Dilemma muten wir speziell unseren männlichen Zuschauern zu. Dieser Junge und seine Tat sind plötzlich nah, unangenehm nah!“
Das häufig kritisierte offene Ende, bei dem alle drei Täter ohne strafrechtliche Konsequenzen davonkommen, begründen Monheim und Eipp mit Verweis auf die Realität. Da nur ein sehr kleiner Teil sexueller Übergriffe überhaupt zur Anzeige komme und lediglich ein Bruchteil der Verfahren mit einer Verurteilung des Täters ende, wäre es falsch gewesen dem Publikum das Gefühl eines gerechten Abschlusses zu vermitteln. Der Film stützt sich unter anderem auf Zahlen aus der SPEAK!-Studie und der Bundeszentrale für gesundheitliche Aufklärung.
Auch die in Deutschland erst nach Fertigstellung des Films zum 1. März 2020 gesetzlich eingeführte Vertrauliche Spurensicherung wird im Film thematisiert. Das Konzept soll Opfern sexualisierter Gewalt Zugang zu einer gerichtsfesten Spurensicherung ermöglichen, auch wenn sie zunächst keine Anzeige erstatten möchten. Erfahrungen von Frauenhilfeeinrichtungen belegen, dass die Opfer im Anschluss an die Gewalthandlung häufig nicht in der Lage sind, die Tat anzuzeigen. Ohne rechtsmedizinische Beweise ist ein späteres Vorgehen gegen den oder die Täter aber meist aussichtslos. Im Falle einer anonymen Spurensicherung werden die gesicherten Beweise im Anschluss für einen längeren Zeitraum vertraulich aufbewahrt, damit sie im Falle einer späteren Anzeige von den Strafverfolgungsbehörden ausgewertet werden können. In Berlin bietet die Gewaltschutzambulanz der Charité die anzeigenunabhängige Spurensicherung an.

## Rezeption
Die in Zusammenarbeit mit dem Grimme-Institut berufene Jury des Emder Drehbuchpreises lobte vor allem die präzise Darstellung der jugendlichen Figuren:

„Das Buch überzeugt durch die genaue Erkundung und forschende Beobachtung einer Lebensphase. Die Figuren springen uns in ihrer emotionalen Dynamik an, und sie bringen uns den lebensgeschichtlichen Ausnahmezustand nahe; der pädagogische Zeigefinger wird hier nicht gehoben. Vielmehr wird der schwierige Weg der Heranwachsenden mit großer Empathie begleitet. Die Dialoge, zugleich alltagsnah und jugendkundig, ziehen uns in die dramatische Geschichte und geben uns das Gefühl, dabei zu sein. [...] Ein bequemer Film ist das nicht, der da an unserem inneren Auge vorüberzieht, sondern eine Zumutungsgeschichte, die uns im besten Sinne beunruhigt.“

### Kritiken
In der Presse wurde der Fernsehfilm positiv besprochen. Für die FAZ war Alles Isy „einer der wichtigsten Familienfilme dieses Jahres.“ Die Süddeutsche Zeitung hob die „Nähe zur Realität“ als Stärke des Films hervor. Die Welt lobte „Konsequenz und Intensität“ und bezeichnete Alles Isy als „seltenen Fall eines auf allen Ebenen, in allen Gewerken perfekt umgesetzten stimmigen Entwurfs“. Rainer Tittelbach bewertete den Film als „bis ins Detail äußerst stimmig“, der Tagesspiegel als „außergewöhnlich“, die Berliner Zeitung als „sensible Auseinandersetzung mit einem Tabuthema“ und die Neue Osnabrücker Zeitung als „intensiv gespieltes, komplexes Beziehungsdrama, das nachwirkt“. Besonders gelobt wurden die Leistungen der jugendlichen Darsteller. So schrieb die Stuttgarter Zeitung, die Darsteller seien „perfekt ausgewählt und von Eipp und Monheim vorzüglich geführt“. Die Badische Zeitung stellte Milena Tscharntke und Michelangelo Fortuzzi heraus, die „ihre schwierigen Rollen mit Bravour bewältigen“. Zahlreiche Kritiker waren der Meinung, der Film sollte in Schulen gezeigt und diskutiert werden.
Kritisch urteilte hingegen Julian Miller auf quotenmeter.de über den Film und bezeichnete Alles Isy als „nicht nur schlechten, sondern sogar erschreckend kaltschnäuzigen Film“.

### Einschaltquote
Die Erstausstrahlung von Alles Isy am 5. September 2018 wurde in Deutschland von 3,84 Millionen Zuschauern gesehen und erreichte einen Marktanteil von 14,3 % für Das Erste. Die Wiederholung am 12. Mai 2021 im Ersten sahen 3,21 Millionen Zuschauer, was einen Marktanteil von 10,8 % bedeutete.

## Auszeichnungen
- Nominierung für den Emder Drehbuchpreis 2014, Internationales Filmfest Emden-Norderney[24]
- Bestes Drehbuch, ZOOM Festival - International TV & Formats, Igualada - Barcelona 2018[25]
- Nominierung für den Grimme-Preis 2019[26]
- Deutscher Fernsehpreis 2019 – Förderpreis für Michelangelo Fortuzzi für seine Darstellung des Jonas Vanderberg[27]
- Goldene Kamera 2019 – Nachwuchspreis für Milena Tscharntke, u. a. für ihre Darstellung der Isy Tesseraux[28]
- Studio Hamburg Nachwuchspreis 2019 - Beste Nachwuchsdarstellerin - Milena Tscharntke für ihre Darstellung der Isy Tesseraux[29][30]
- Bayerischer Fernsehpreis 2019 für die Beste Regie
- Preis der Deutschen Akademie für Fernsehen 2019 für die beste Nebenrolle an Hans Löw für seine Darstellung des Richard Vanderberg[31]
- Preis der Deutschen Akademie für Fernsehen 2019 für die Beste Produktion an Florian Deyle, Philip Schultz-Deyle, Eva Kemme und Tobias Siebert

## Festivals
- Filmfest München 2018[32]
- ZOOM Festival - International TV & Formats, Igualada - Barcelona 2018[33]
- INPUT - International Public Television Conference, Bangkok 2019
- Zlín International Film Festival 2019[34]
- Youth Mundus, Rom 2019[35]

## Theaterfassung
Das gleichnamige Theaterstück von Alice Quadflieg wurde am 5. Oktober 2022 am Mittelsächsischen Theater in Freiberg in der Regie von Stephan Bestier uraufgeführt. Die Theaterfassung entstand bereits vor der Realisierung des Films und basiert auf einer frühen Drehbuchfassung von Max Eipp und Mark Monheim.